# Thierry Groensteen
Thierry Groensteen ([ɡʁɔnstɛn]), född 18 april 1957 i Uccle, Belgien, är en belgisk serieforskare och teoretiker. Han är särskilt inriktad på forskning gällande franskspråkiga serietidningar. Groensteen är grundaren av och var tidigare redaktören för Éditions de L'An 2, innan det blev en del av Actes Sud.

## Verk i urval
- Töpffer, l’invention de la bande dessinée (1994)
- Systéme de la bande dessinée (1999)
- Lignes de vie. Le visage dessiné (2003)
- Un objet culturel non identifié (2006)
- La Bande dessinée mode d’emploi (2007)
- La bande dessinée: son histoire et ses maîtres (2009)
- Bande dessinée et narration (Système de la bande dessinée, 2) (2011)